# Vrána (komiks)
Vrána (v anglickém originále The Crow) je komiksová série z roku 1989 jejímž autorem je James O'Barr. 
Komiks Vrána neměl být původně nikdy vydán. Jednalo se pouze o formu art-terapie, kterou se O'Barr snažil potlačit smutek nad ztrátou milované osoby – snoubenky, kterou na silnici smetl opilý řidič. Příběh se odehrává v Detroitu. Hlavní hrdina Eric se s pomocí mytické vrány vrací ze záhrobí, aby pomstil svou smrt a smrt své snoubenky Shelly.
Podle komiksu byl natočen stejnojmenný film z roku 1994 a jeho remake – film Vrána z roku 2024.